# Senecio crassulaefolius
Senecio crassulaefolius là một loài thực vật có hoa thuộc họ Cúc. Loài này được Augustin Pyramus de Candolle miêu tả khoa học đầu tiên.